# Antonio Sanz Cabello
Pour les articles homonymes, voir Cabello.
Antonio Sanz Cabello, né le 4 octobre 1968 à Jerez de la Frontera, est un homme politique espagnol membre du Parti populaire (PP).
Il est délégué du gouvernement en Andalousie entre février 2015 et juin 2018.

## Biographie

### Vie privée
Il est marié et père de trois enfants.

### Formation et vie professionnelle
Étudiant de l'université de Cadix, il est titulaire d'une licence en droit. Il est avocat à l'Illustre collège provincial des avocats de Cadix.

### Député régional et cadre du PP
Il est élu député au Parlement d'Andalousie de juillet 1994 à février 2015 pour la circonscription de Cadix. Il occupe divers postes tels que secrétaire général du groupe parlementaire populaire régional, président du PP de Cadix, secrétaire général du Parti populaire d'Andalousie et porte-parole du groupe parlementaire populaire régional.

### Sénateur
Il est désigné sénateur par le Parlement d'Andalousie de mai 2012 à juin 2014. Au Sénat, il est porte-parole adjoint du groupe parlementaire populaire.

### Délégué du gouvernement
Le 21 février 2015, il est nommé délégué du gouvernement en Andalousie par le président du gouvernement Mariano Rajoy. Il prend la suite de María del Carmen Crespo Díaz.
Il est relevé de ses fonctions après l'adoption d'une motion de censure contre le gouvernement de Mariano Rajoy en juin 2018 et remplacé par le socialiste Alfonso Rodríguez Gómez de Celis. Le 4 juillet suivant, il est désigné sénateur par le Parlement d'Andalousie en remplacement de Toni Martín,,.

### Vice-conseiller à la Présidence
Après la formation du gouvernement Moreno I en janvier 2019, il est appelé par le conseiller à la Présidence, aux Administrations publiques et à l'Intérieur, Elías Bendodo, pour devenir vice-conseiller à la Présidence,. Cette nomination est officialisée le 28 janvier suivant. Il démissionne en conséquence de son mandat de sénateur et choisit d'abandonner la présidence du PP de la province de Cadix ; poste qui revient à Pepe Ortiz,.